# Listă de actori moldoveni
Aceasta este o listă de actori moldoveni:

Cuprins: Început - 0–9 A B C D E F G H I J K L M N O P Q R S T U V W X Y Z

## A
- Valeriu Andriuta
- Veniamin Apostol
- Ion Arachelu
- Nadejda Aronețkaia
- Băno Axionov

## B
- Igor Babiac
- Petru Baracci
- Pavel Bechet
- Eugenia Botnaru
- Vasile Brescanu
- Silvia Busuioc

## C
- Olga Calpajiu
- Dumitru Caraciobanu
- Ninela Caranfil
- Valentina Cazacu
- Valeriu Cazacu
- Ecaterina Cazimirov
- Constantin Cheianu
- Victor Ciutac
- Angela Ciobanu
- Vitalie Cărăuș
- Angela Cărăuș
- Dina Cocea
- Constantin Constantinov
- Nina Crulicovschi
- Jan Cucuruzac
- Valeriu Cupcea
- Mihai Curagău

## D
- Nicolae Darie
- Domnica Darienco
- Maria Doni
- Nina Doni
- Anatol Durbală

## F
- Sergiu Finiti
- Dumitru Fusu

## G
- Vsevolod Gavrilov
- Victor Gherlac
- Gheorghe Grâu
- Sandu Grecu
- Veronica Grigoraș
- Grigore Grigoriu
- Trifon Gruzin

## H
- Petru Hadârcă
- Alexandrina Hristov

## J
- Valeriu Jereghi
- Titus Jucov

## L
- Irina Lachina

## M
- Ecaterina Malcoci

## P
- Gheorghe Pârlea

## R
- Igor Caras-Romanov
- Tatiana Rotari
- Sofia Rotaru

## S
- Victor Soțchi-Voinicescu
- Mircea Soțchi-Voinicescu
- Ion Șcurea

## T
- Vasile Tăbârță
- Mihai Timofti
- Valentin Todercan
- Ilie Todorov
- Svetlana Toma
- Valeriu Țurcanu

## U
- Ion Ungureanu
- Eugeniu Ureche
- Gheorghe Urschi

## V
- Andrei Vartic
- Nina Vodă-Mocreac
- Mihai Volontir
- Sergiu Voloc
- Natalia Voronin
- Petru Vutcărău